# Kira Gałczyńska

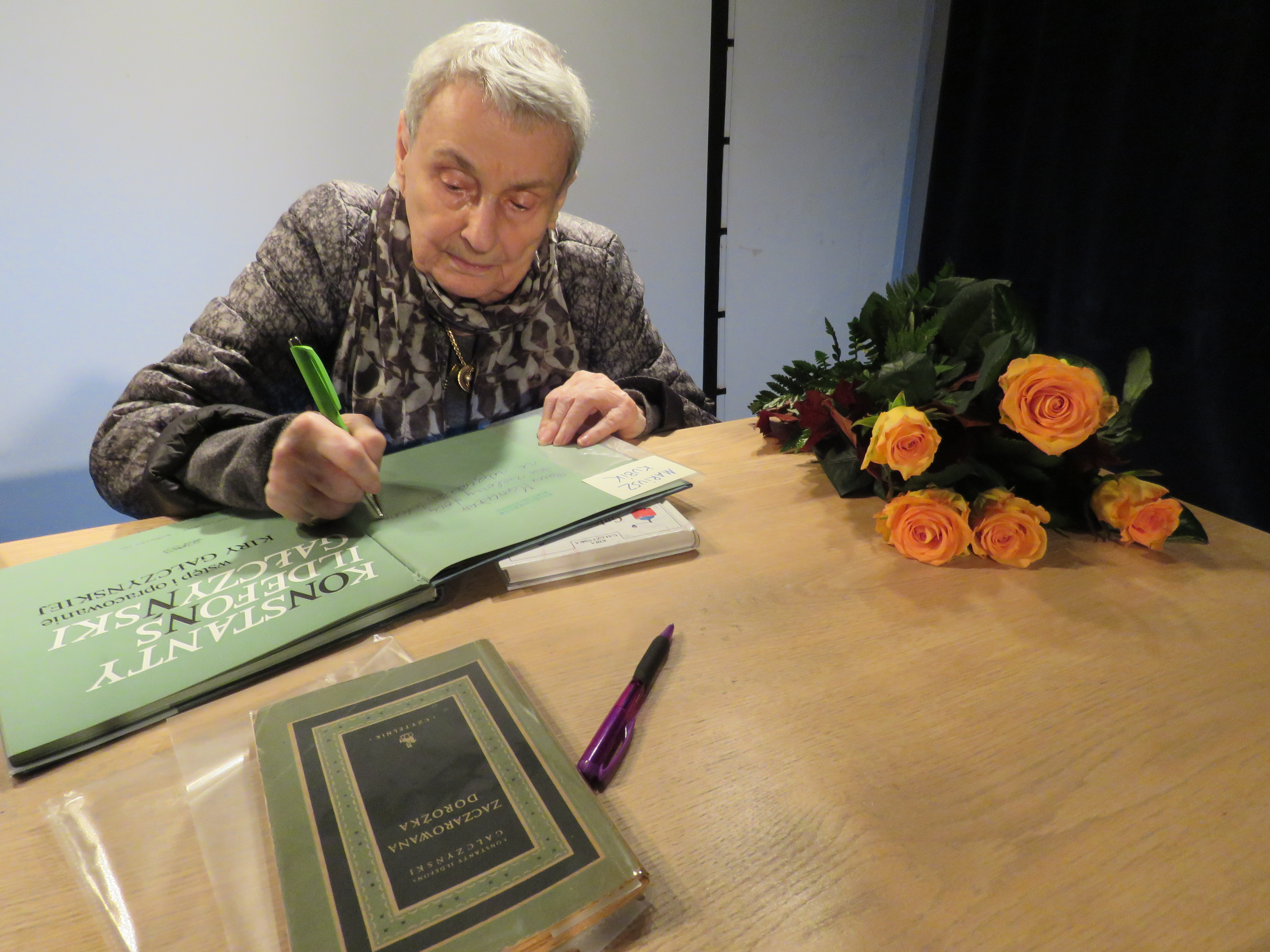
Kira Gałczyńska podpisuje książki poświęcone swemu ojcu – Warszawa, 29 października 2019

Kira Gałczyńska-Kilańska, ps. „Konstancja Janowa” (ur. 26 kwietnia 1936 w Wilnie, zm. 20 grudnia 2022 w Warszawie) – polska dziennikarka i pisarka.

## Życiorys
Była córką Konstantego Ildefonsa i Natalii Gałczyńskich. Urodziła się w Wilnie, na Zarzeczu, gdzie w latach 1934–1936 mieszkali jej rodzice. W 1936 Gałczyńscy przenieśli się do Warszawy i osiedli w pobliskim Aninie, następnie w Warszawie w Alei Róż.
W młodości należała do ZMP. Ukończyła filologię rosyjską Uniwersytetu Warszawskiego (1956). Jako redaktorka pracowała w: „Nowej Kulturze” (1957), warszawskim „Kurierze Polskim” (1958–1965) za dyr. Włodzimierza Lechowicza, Telewizji Polskiej (1965–1972) (z polecenia Włodzimierza Sokorskiego), „Trybunie Ludu” (1972–1980) (u Józefa Bareckiego) i „Kontrastach” (1982–1984).
Założyła muzeum imienia ojca w Praniu, była redaktorką i edytorką większości edycji jego dzieł. W latach 2007–2010 była członkiem Zarządu Fundacji Zielona Gęś imienia Konstantego Ildefonsa Gałczyńskiego. Należała do Związku Literatów Polskich (po 1983) i Stowarzyszenia Dziennikarzy Polskich.
W 2009 w uznaniu zasług dla Stolicy Rzeczypospolitej Polskiej uhonorowana została Nagrodą Miasta Stołecznego Warszawy.
Dwukrotnie zamężna: z Januszem Bylczyńskim (1920–1990) – aktorem teatralnym i filmowym (z którym miała syna, Mikołaja Gałczyńskiego) oraz z Januszem Kilańskim (ur. 27 grudnia 1915, zm. 12 grudnia 2002) – wieloletnim spikerem Polskiego Radia, kierownikiem Działu Realizacji i Emisji, współtwórcą Redakcji Językowej oraz inicjatorem wprowadzenia w radiu kart mikrofonowych uprawniających do występowania na antenie.
Mieszkała w Warszawie. Została pochowana na Cmentarzu Wojskowym na Powązkach (kwatera: A2-10-18).

## Odznaczenia
- Srebrny Medal „Zasłużony Kulturze Gloria Artis” (2011)[9]
- Honorowa Obywatelka gminy Kadzidło z nagrodą Kurpiowskiego Nepomuka[10]

## Twórczość
- Polacy w kraju półksiężyca (Wydawnictwo Literackie, 1974) – jako Kira Gałczyńska-Kilańska[11]
- Konstanty Ildefons Gałczyński (album zdjęć; Wydawnictwa Artystyczne i Filmowe 1981)
- Konstanty syn Konstantego (Nasza Księgarnia, 1983, 1990)
- „Czas swe wzory układa”. Dziennik z Prania (Spółdzielnia Wydawnicza „Czytelnik”, 1984)
- Mazurskie szlaki Gałczyńskiego (Wydawnictwo PTTK Polskiego Towarzystwa Turystyczno-Krajoznawczego 1986)
- Konstanty Ildefons Gałczyński 1905-1953 (Suwalskie Towarzystwo Kultury 1987)
- Byłam szefową (Krajowa Agencja Wydawnicza Lublin 1988)
- Leśniczówka Pranie. Muzeum K. I. Gałczyńskiego (Wydawnictwo PTTK Polskiego Towarzystwa Turystyczno-Krajoznawczego „Kraj” 1989)
- Jak się te lata mylą... (Spółdzielnia Wydawnicza „Czytelnik” 1989)
- Śmierć za lasem (opowieść sensacyjna) – (Konstancja Janowa [pseud.]). („Unia Press” 1991)[12]
- W zgiełku wieku... (BGW 1992)
- Konstanty Ildefons Gałczyński – Kriegsgefangener 5700 (Centralne Muzeum Jeńców Wojennych w Łambinowicach-Opolu 1993)
- Splątało się, zmierzchło. Wspomnienia (Iskry, 1995)
- Nie wrócę tu nigdy, czyli Pożegnanie z Mazurami (Spółdzielnia Wydawniczo-Handlowa „Książka i Wiedza”, 1998)
- Gałczyński (seria: „A to Polska właśnie”; Wydawnictwo Dolnośląskie, 1998)
- Zielony Konstanty, czyli Opowieść o życiu i poezji Konstantego Ildefonsa Gałczyńskiego (Spółdzielnia Wydawniczo-Handlowa „Książka i Wiedza” 2000, 2003; Świat Książki, 2011)
- Srebrna Natalia (Świat Książki – Bertelsman Media 2006; jako Srebrna Natalia, czyli Palcem planety obracasz: Wydawnictwo Marginesy 2014)
- Mój anioł ma skrzydło zielone (Świat Książki – Bertelsman Media 2008)
- Jeszcze nie wieczór (Wydawnictwo Marginesy 2013)
- Nie gaście tej lampy przy drzwiach... Przesiane przez pamięć (Świat Książki 2017)